# Neoasteroidea
Infra-classe
Les Neoasteroidea constituent une infra-classe d'étoiles de mer.

## Taxonomie
Ce taxon a été créé (en fait ressuscité par Alvarado (d) & Solís-Marín (d), 2013) pour rassembler toutes les étoiles de mer contemporaines à l'exclusion des Concentricycloidea, étoiles primitives minuscules.
Le nom valide complet (avec auteur) de ce taxon est Neoasteroidea Gale (d), 1987,.
Classification inférieure selon WoRMS :
- super-ordre Forcipulatacea Blake 1987
- super-ordre Spinulosacea Blake, 1987
- super-ordre Valvatacea Blake, 1987
- ordre Velatida Perrier, 1884

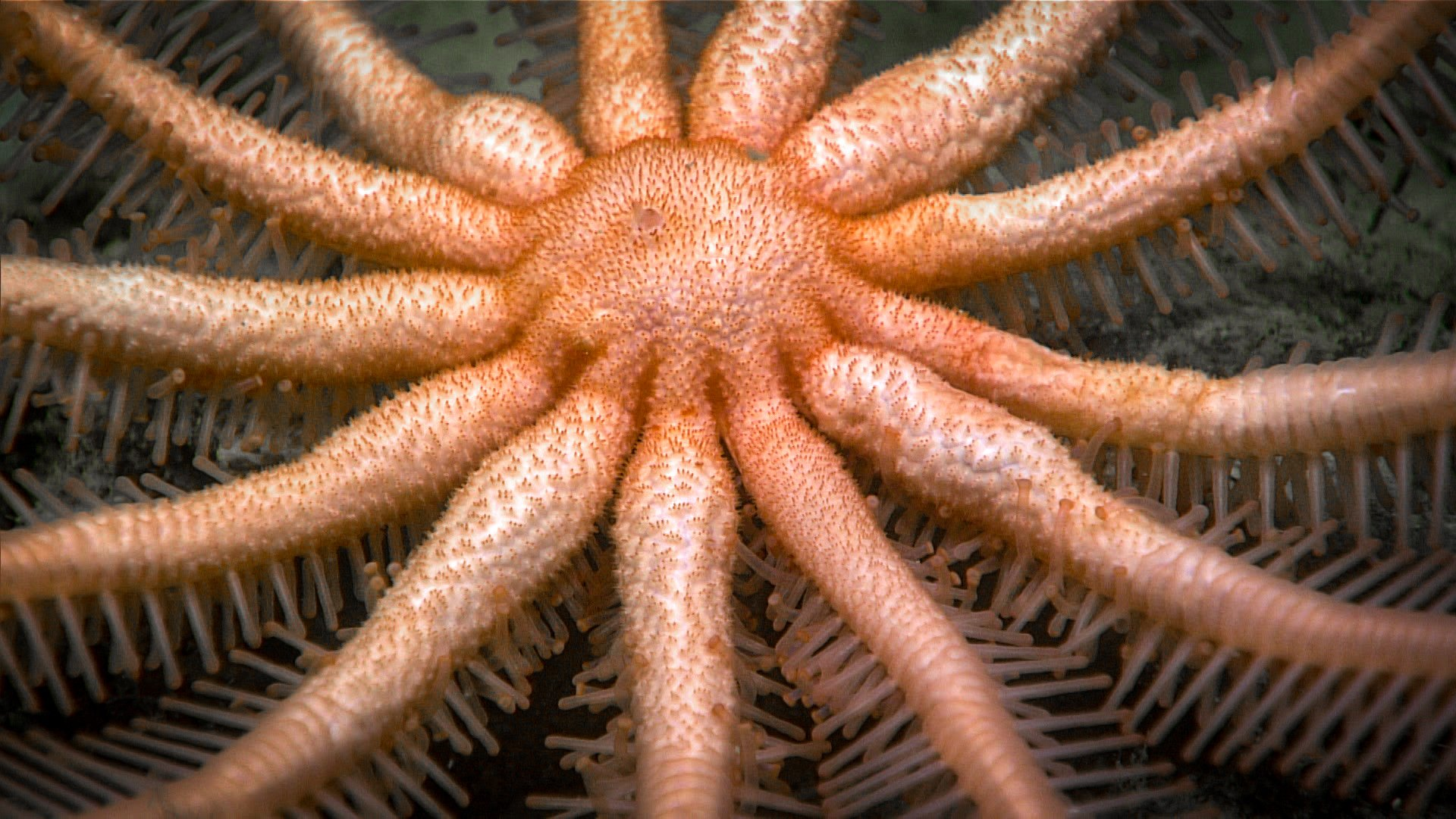
Freyella elegans (Forcipulatacea).
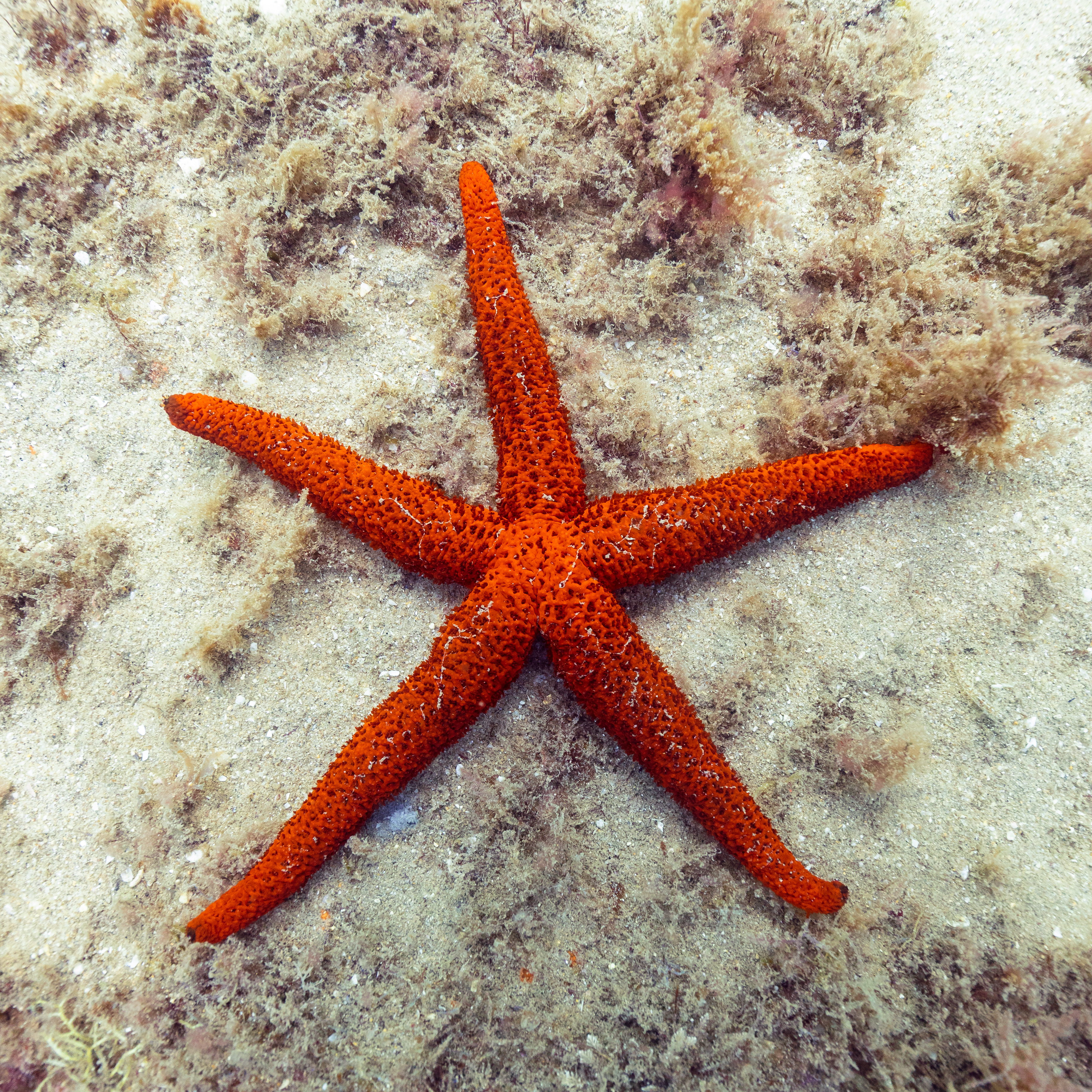
Echinaster sepositus (Spinulosacea).
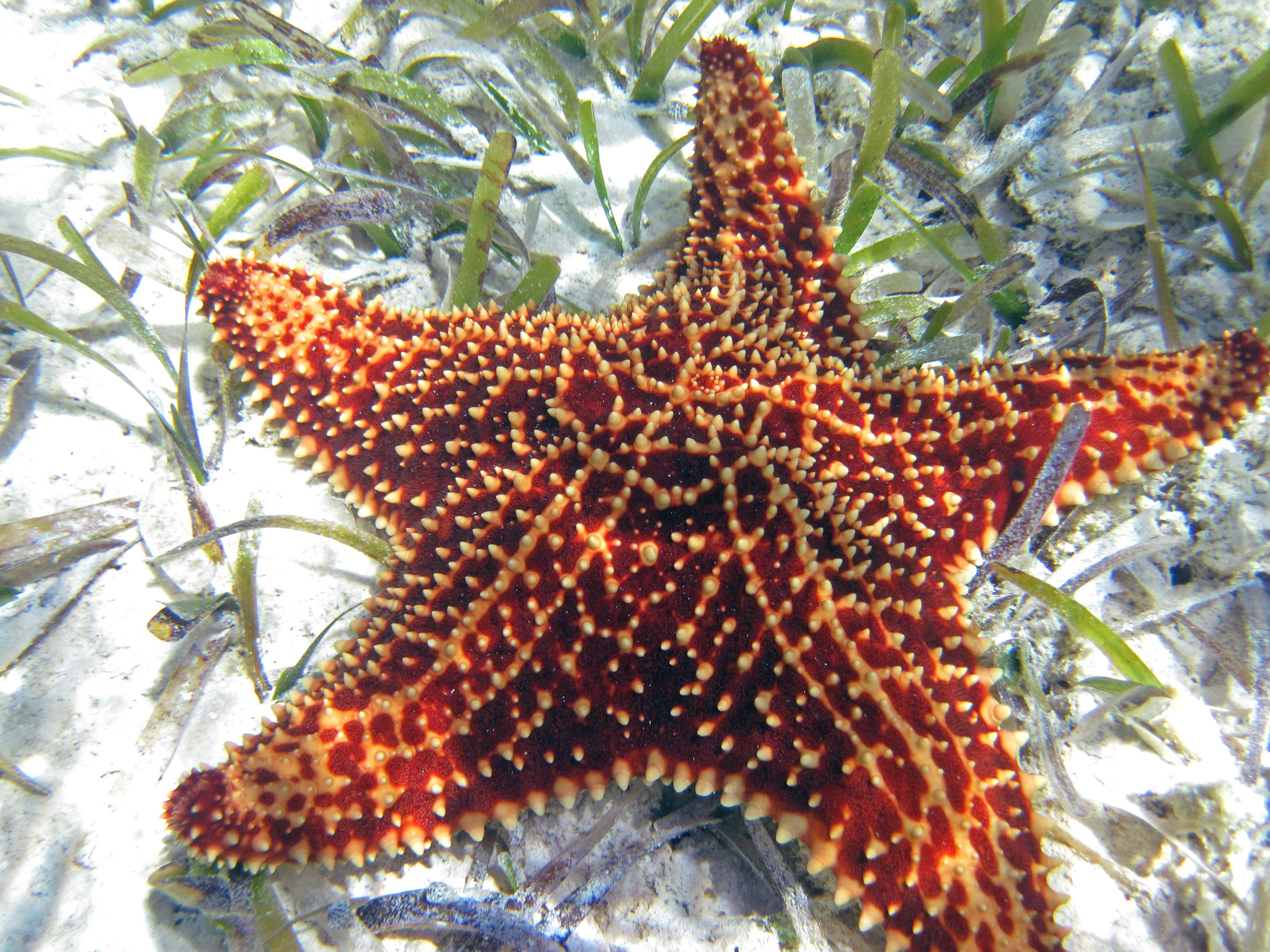
Oreaster reticulatus (Valvatacea).
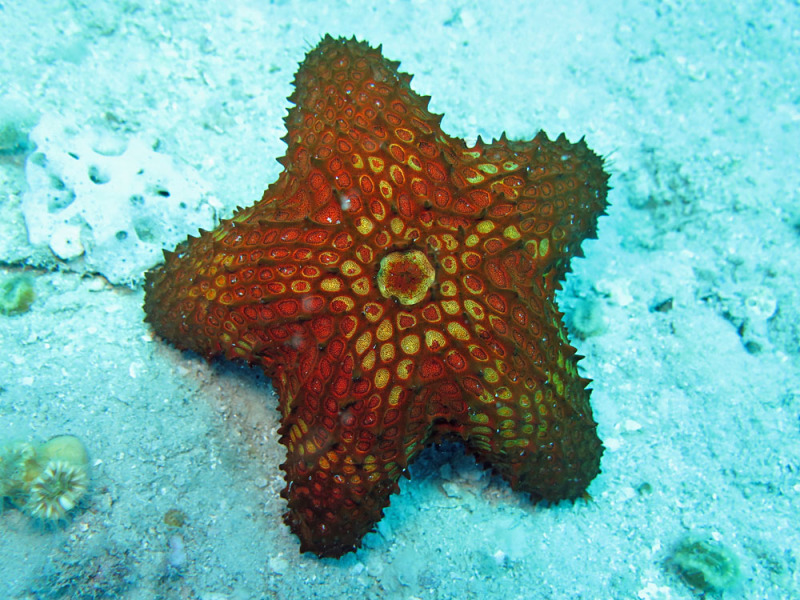
Euretaster insignis (Velatida).

## Publication originale
- (en) Andrew Scott Gale, « Phylogeny and classification of the Asteroidea (Echinodermata) », Zoological Journal of the Linnean Society, Linnean Society of London et OUP, vol. 89, no 2,‎ février 1987, p. 107-132 (ISSN 1096-3642 et 0024-4082, OCLC 01799617, DOI 10.1111/J.1096-3642.1987.TB00652.X, lire en ligne).